# Pulp Fiction (singolo)
Pulp Fiction  è il quinto singolo della band rock finlandese Haloo Helsinki! tratto dal quinto album di studio Kiitos ei ole kirosana, pubblicato il 12 giugno 2015 dalla Ratas Music Group.
Il brano ha raggiunto la prima posizione nella classifica dei singoli più trasmessi in radio.

## Video
Il video musicale è stato pubblicato sull'account di VEVO il 9 giugno 2015 ed è stato girato da Herra Ylppö.

## Tracce
1. Pulp Fiction – 4:13 (testo: Elli Haloo – musica: Leo Hakanen)

## Classifiche
| Classifica (2015)    | Posizione |
| -------------------- | --------- |
| Finlandia            | 16        |
| Finlandia (digitale) | 4         |
| Finlandia (radio)    | 1         |